# Pałac w Kamieńcu Ząbkowickim
Pałac w Kamieńcu Ząbkowickim – pałac w Kamieńcu Ząbkowickim w województwie dolnośląskim.
Monumentalny pałac został wybudowany w drugiej połowie XIX w. w stylu neogotyckim. W 1989 r. wpisany do rejestru zabytków. W 2024 pałac wraz z jego otoczeniem oraz zespół dawnego opactwa cystersów, rozporządzeniem Prezydenta Rzeczypospolitej Polskiej, zostały uznane za pomnik historii o nazwie „Kamieniec Ząbkowicki – zespół architektoniczno-krajobrazowy”.

## Historia
W 1096 Brzetysław II zbudował tu gród, który po zdobyciu przez Bolesława Krzywoustego został opuszczony. Gród ów był położony w pobliżu wzniesionego w początkach XIV wieku kościoła klasztornego, w pobliżu przepływającej tamtędy Nysy Kłodzkiej.
W 1838 właścicielką dóbr kamienieckich stała się królewna niderlandzka Marianna Orańska, która w tym samym roku zleciła wykonanie projektu przyszłej rezydencji Karlowi Friedrichowi Schinklowi, ówcześnie jednemu z najwybitniejszych architektów. 15 października na wzgórzu (zwanym Grodowym Wzgórzem) położono kamień węgielny. Prace budowlane, ze względu na stan zdrowia Schinkla, nadzorował młody architekt, Ferdinand Martius. W 1848 prace przerwano z powodu rozwodu księżnej z Albrechtem Hohenzollernem, księciem pruskim. Wznowiono je dopiero w 1853. Założenia tarasowo-ogrodowe zaprojektowane zostały w 1858 przez Petera Josepha Lenné, generalnego dyrektora Ogrodów Pruskich. Rok później rozpoczęto budowę tarasów wiodących do pałacu. 8 maja 1872 uznaje się za datę zakończenia prac przy budowie pałacu i wokół niego. Tego dnia po północno-wschodniej stronie pałacu nastąpiło odsłonięcie pomnika Nike, ustawionego na jedenastometrowej kolumnie. W 1873 z okazji ślubu syna Albrechta Marianna przekazała mu zarząd nad całością dóbr śląsko-kłodzkich, w tym również nad pałacem.
W 1865 pałacowy ogrodnik C. Braun ze skrzyżowania odmian Aporta (Cesarz Aleksander) i Reneta Baumanna wyhodował nową odmianę jabłek, którą nazwał Prinz Albrecht von Preussen (Albrechtsapfel). Jest to miejscowa, śląska odmiana, kiedyś bardzo popularna w regionie, nadająca się do uprawy na terenach podgórskich.
Podczas II wojny światowej Niemcy urządzili tutaj magazyn przejściowy dla zwożonych z całego Śląska dzieł sztuki. Np. zbiory i archiwalia z Wrocławia rozlokowano w pałacu, w ujeżdżalni, oraz w pobliskim kościele i zabudowaniach parafialnych. Po 1945 wyposażenie pałacu zostało wywiezione bądź zdewastowane, w lutym 1946 cały kompleks spłonął, podpalony przez żołnierzy radzieckich. Część marmurów z pałacu użyto przy budowie Sali Kongresowej w warszawskim Pałacu Kultury i Nauki.
W 1984 pałac został wydzierżawiony prywatnemu przedsiębiorcy, Włodzimierzowi Sobiechowi. Obiekt był rekonstruowany od końca lat 80. aż do śmierci dzierżawcy w sierpniu 2010. W sierpniu 2012 roku po zakończeniu postępowania po zmarłym, pałac i przyległe grunty wróciły pod zarząd gminy, która rozpoczęła remont obiektu.
Sukcesywnie remontowany dzięki środkom Ministerstwa Kultury i Dziedzictwa Narodowego. W roku 2013 odtworzone zostały sklepienia w sali balowej, rok 2014 przyniósł remont tarasu widokowego. W roku 2015 gmina Kamieniec Ząbkowicki pozyskała ponad milion złotych na wykonanie pierwszego etapu pokrycia dachowego obiektu oraz na wykonanie ratunkowych prac na budynku oficyny pałacowej dawnej wozowni (z wykonaniem docelowego pokrycia dachowego).
W 2018 otwarto zrewaloryzowane mauzoleum.
W ostatni weekend maja zainaugurowano cykliczną imprezę, która odbywa się corocznie na pałacowych tarasach – Wiosnę Tulipanów. Na terenie kompleksu pałacowo-parkowego odbywają się również wydarzenia takie, jak: Festiwal Nauki, Pożegnanie lata z Marianną Orańską, zjazdy przewodników, zawody MTB czy rajdy piesze.

## Zabytek
Pałac wraz z jego otoczeniem figuruje w rejestrze zabytków województwa dolnośląskiego jako zespół pałacowy, 2 poł. XIX, nr rej.: A/4275/299/34/WŁ z 7.11.1989:
- pałac („zamek”) (por. ruchome)
- 2 oficyny (stajnia, wozownia)
- ogród przypałacowy (tarasy, schody, fontanny)
- park z aleją dojazdową
- Mauzoleum rodziny Hohenzollernów z 1870, nr rej.: A/5989 z 25.01.2016
- pompownia i kotłownia, ul. Zamkowa 5, nr rej.: A/4277/1373/WŁ z 1.07.1992
- budynek gazowni, po 1860, nr rej.: A/6047 z 26.05.2017

W bezpośrednim otoczeniu terenów pałacowych do rejestru zabytków wpisane są:
- kościół ewangelicki, XIX, nr rej.: A/4279/1842 z 8.10.1966
- most nad dawnym kanałem młynówki, obok oficyny klasztornej, k. XVII, nr rej.: A/6045 z 26.05.2017
- piwnica na wino, ul. Zamkowa, 1690, 1850, nr rej.: A/6046 z26.05.2017

W 2024 r. rozporządzeniem Prezydenta Rzeczypospolitej Polskiej uznano za pomnik historii "Kamieniec Ząbkowicki – zespół architektoniczno-krajobrazowy", w skład którego wchodzi zespół pałacowy oraz zespół dawnego opactwa cystersów. W opisie zespołu pałacowego wymieniono obiekty: pałac, park, stajnie i wozownię, ogród pałacowy na tarasach, kościół ewangelicki (obecnie sala wystawowa), mauzoleum rodziny Hohenzollernów, klasztorna piwnica na wino (późniejsza gospoda), pompownia i kotłownia oraz gazownia.
W rozporządzeniu ustanawiającym pomnik historii zapisano cele ochrony wartości historyczne, artystyczne i naukowe oraz walory przestrzenne i krajobrazowe, unikatowego pod względem skali założenia architektoniczno-krajobrazowego łączącego dziewiętnastowieczny zespół pałacowo-parkowy z zabudowaniami dawnego opactwa cystersów, w myśl założeń ideowych, kompozycyjnych i ekspozycyjnych epoki romantyzmu.

## Architektura
Bryła pałacu jest zbudowana na planie prostokąta 75,3 na 48,3 m. Cztery wieże narożne mają 33,6 m wysokości. Kubatura pałacu wynosi 90 tys. m³, natomiast powierzchnia użytkowa to blisko 20 tys. m². Dziedzińce wewnętrzne mają wymiary 19,5 na 18,2 m i przedziela je arkadowy krużganek, łączący ścianę północno-wschodnią i południowo-zachodnią.
Pałac otoczony jest murem, w którego narożnikach znajdują się cztery pary okrągłych baszt. Od strony północno-zachodniej umieszczono w ciągu murów wozownie, a od strony południowo-wschodniej – stajnie.
Ściana frontowa pałacu zwieńczona jest szczytem z kartuszem zawierającym herby Albrechta Hohenzollerna (1809–1872), księcia pruskiego (orzeł) i jego żony Marianny Orańskiej (1810–1883), królewny niderlandzkiej (lew).

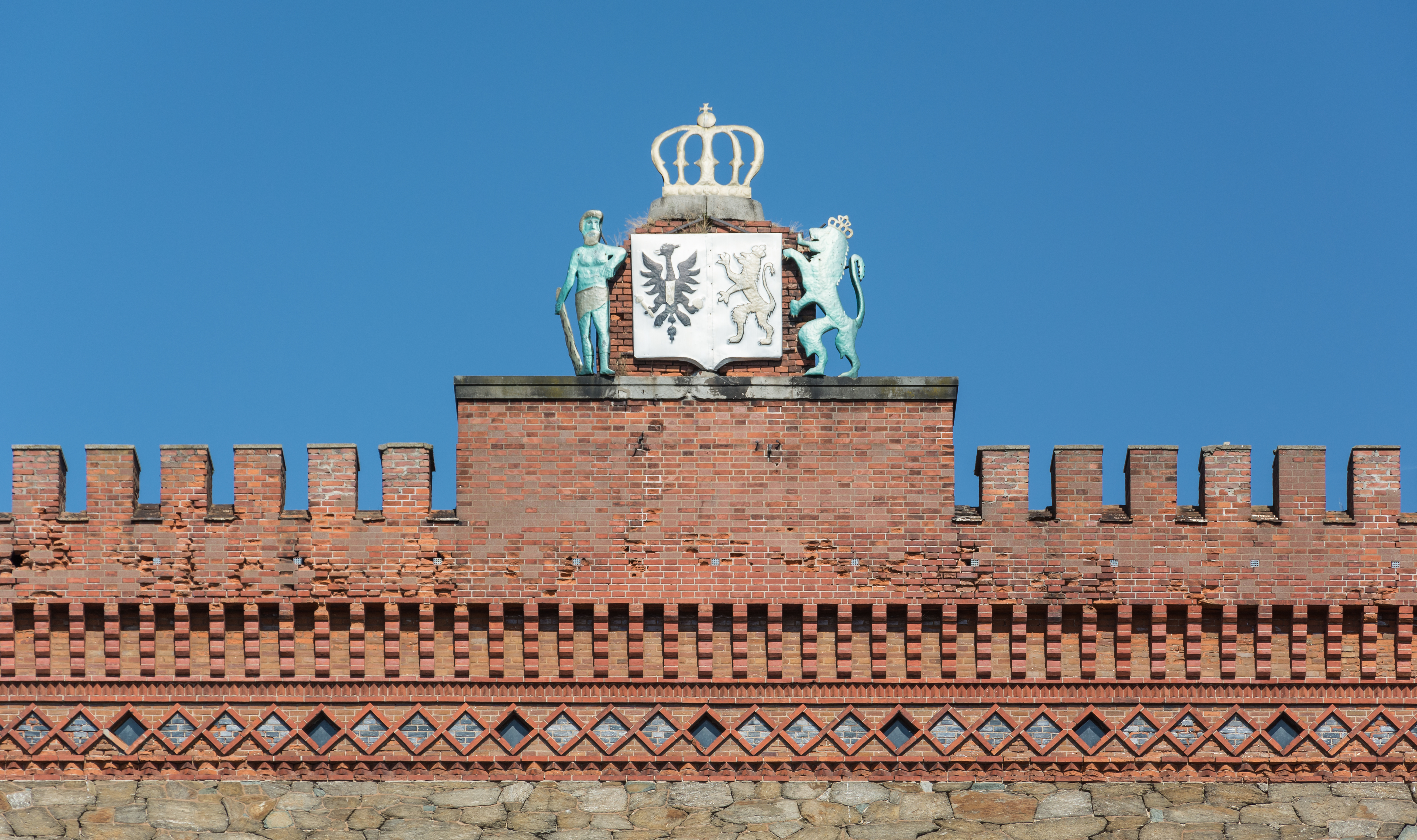
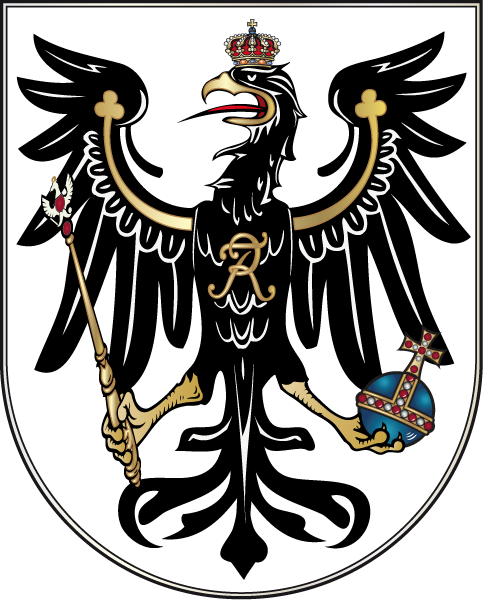
Herb Prus
Herb Niderlandów

## Tereny parkowo-leśne
Pałac leży na górze Zameczno, która stanowi rozległy kompleks pałacowo-leśny o powierzchni 1,15 km² w skład którego wchodzi także mauzoleum, kotłownia zamkowa, ruiny domku myśliwskiego i ruiny pomniejszych obiektów. Jedynie tereny w zachodniej części mają charakter typowo parkowy. Obszar na wschód od pałacu ulega stopniowej naturalizacji, gdzie dominuje drzewostan nawiązujący składem do siedlisk grądowych i bukowych. Do najważniejszych aspektów przyrodniczych w założeniach parkowo-leśnych są pomniki przyrody. Występuje tu wiele pomników przyrody chroniących ponad setkę drzew i krzewów, gdzie tylko w 2018 r. powołano 89 pomników. Wśród drzew objętych ochroną dominuje dąb szypułkowy, buk pospolity, sosna wejmutka, lipa drobnolistna i cis pospolity. Poza tym pomnikami zostały także pojedyncze okazy z gatunku dąb czerwony, grab pospolity, jesion wyniosły, klon jawor, klon polny, klon zwyczajny, sosna zwyczajna i żywotnik zachodni. Drzewa pomnikowe rozsiane są w miarę równomiernie po niemal całym kompleksie, gdzie ich największe zagęszczenie obejmuje tereny wokół zamku oraz południowe i środkowe tereny kompleksu leśnego. Do najbardziej rozpoznawalnych drzew należy dąb Jana o obwodzie 525 cm. Okaz ulokowany jest w środkowej części kompleksu na południowych stokach, tuż przy szczycie jednego ze wzgórz kompleksu.

## Dostępność
Pałac jest udostępniony do zwiedzania. Zwiedzanie pałacu i jego najbliższego otoczenia, do którego zalicza się tarasy przed pałacem i dziedziniec pałacu, jest odpłatne, odbywa się w grupach pod opieką przewodnika, dozwolony jest tylko wstęp do miejsc określonych przez przewodnika. Oddzielnie możliwe jest odpłatne zwiedzanie mauzoleum. Pozostała część parku jest dostępna bezpłatnie.

## Galeria

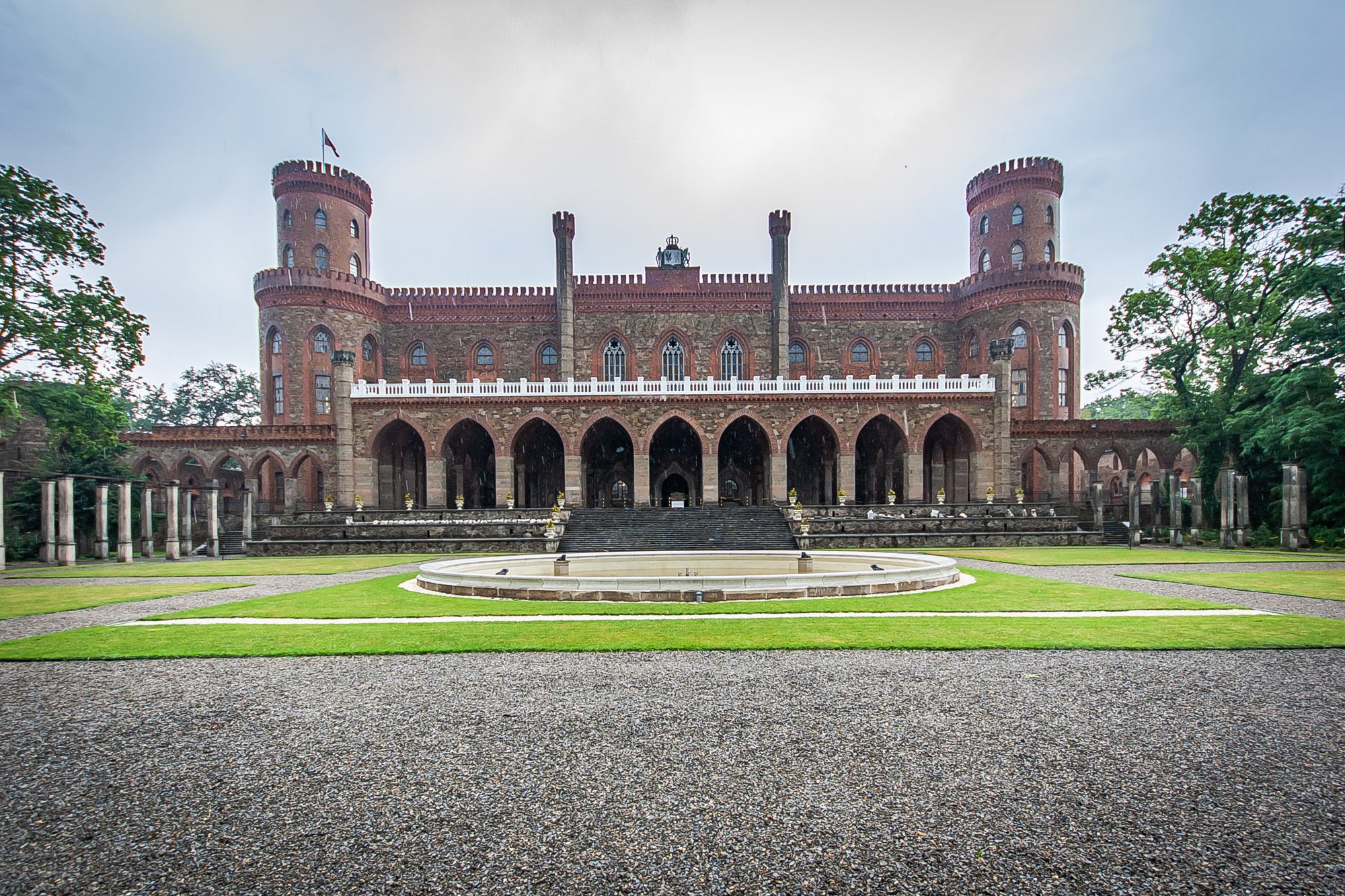
Fasada
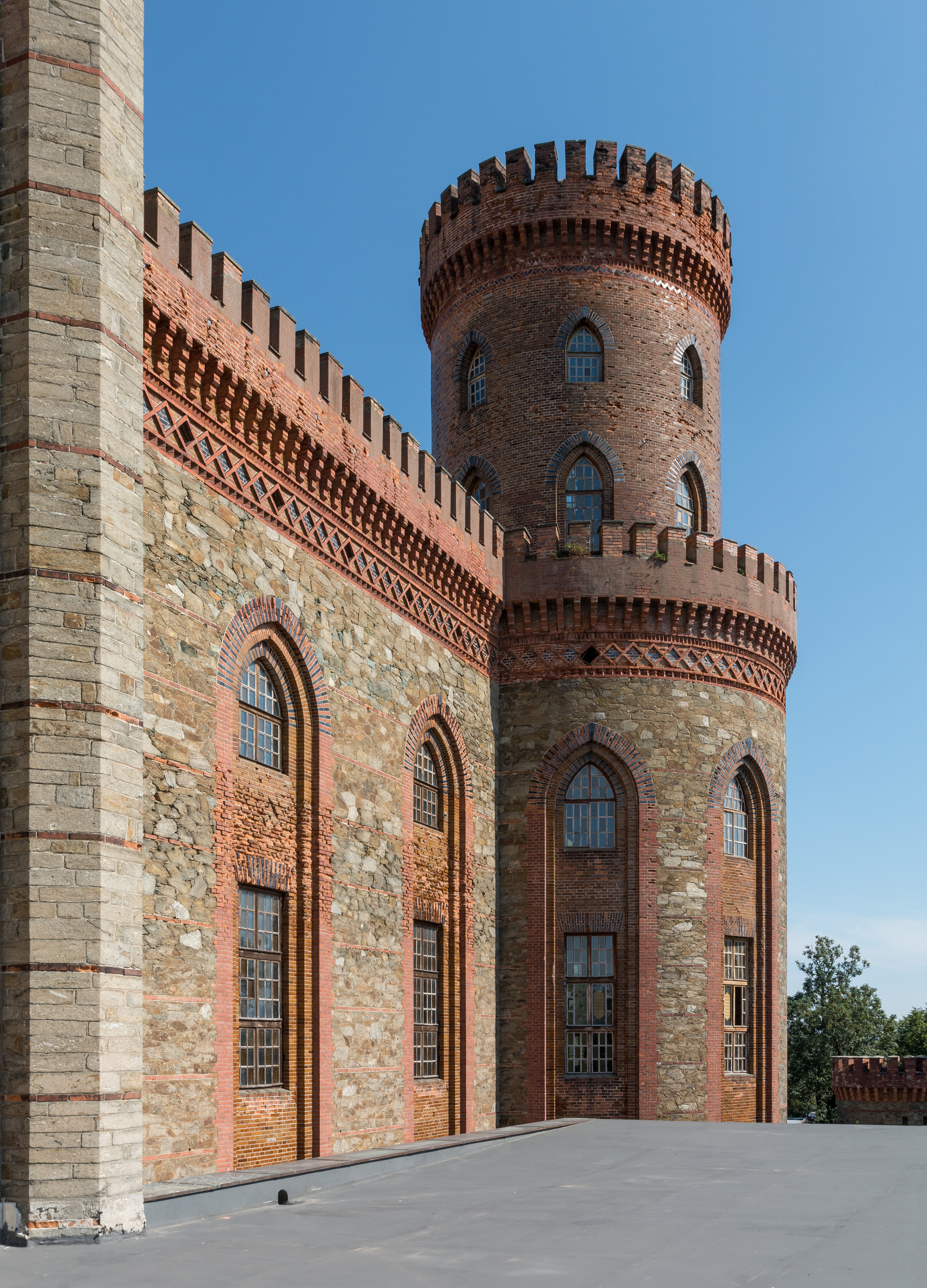
Wieża
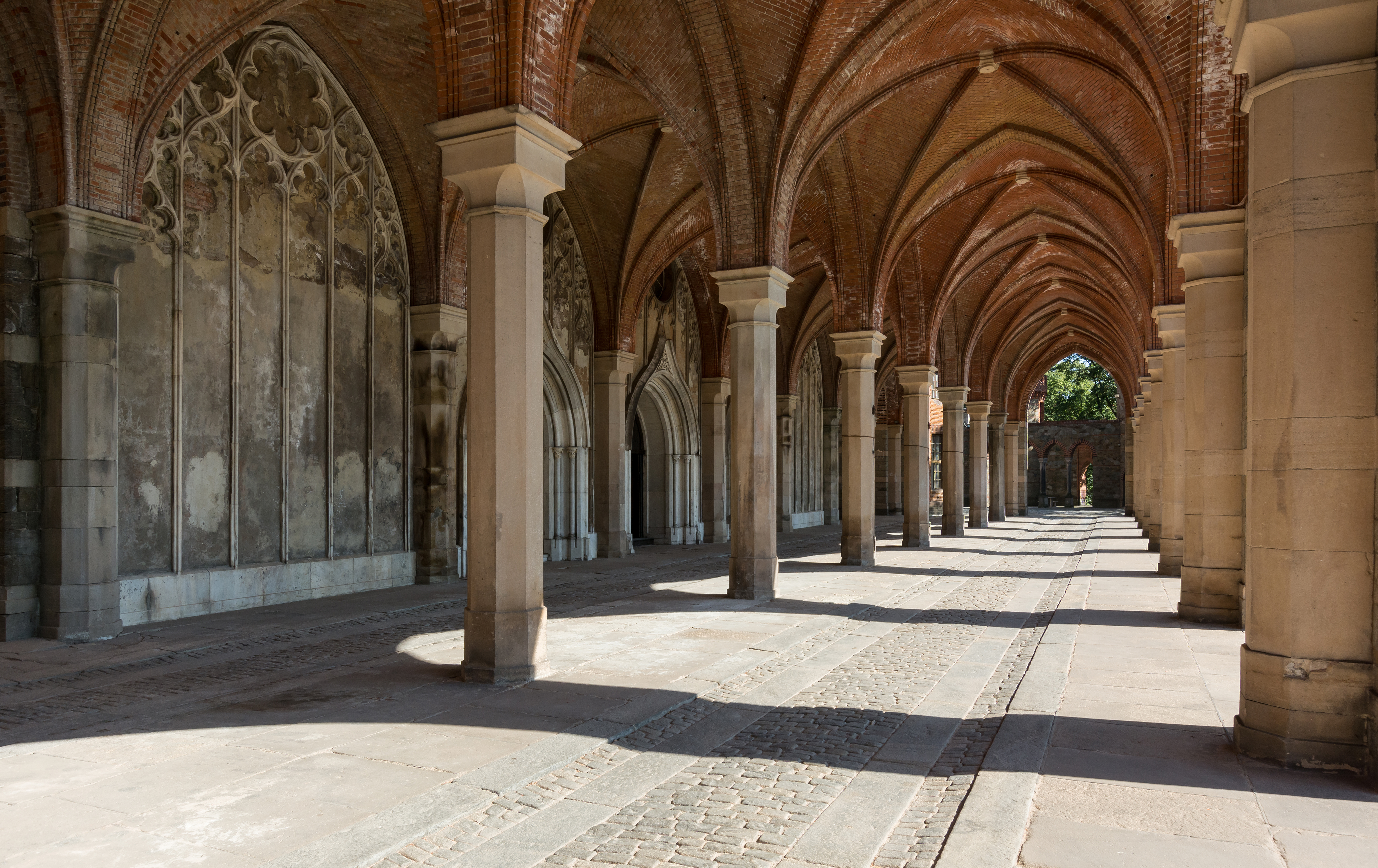
Krużganek
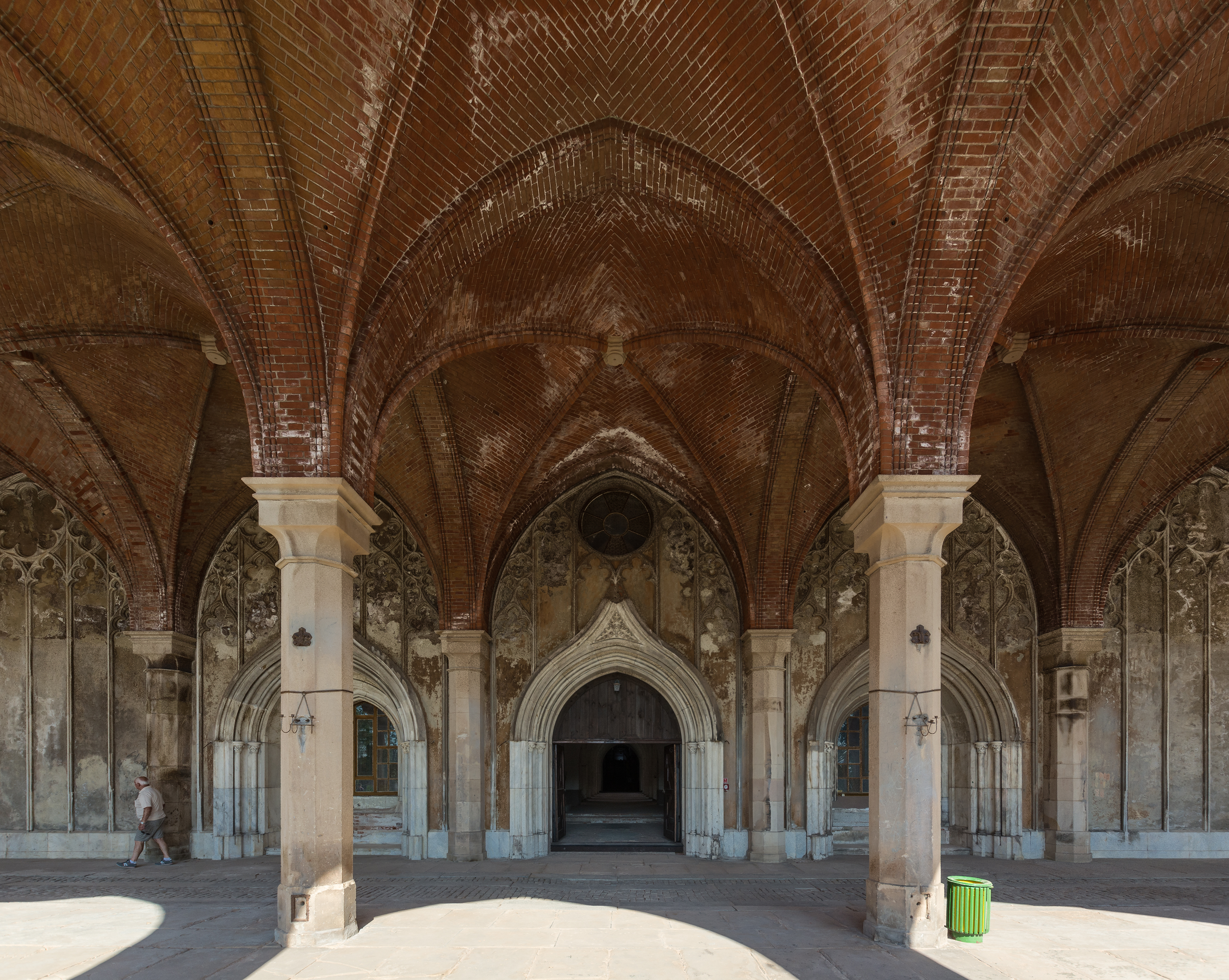
Główne wejście
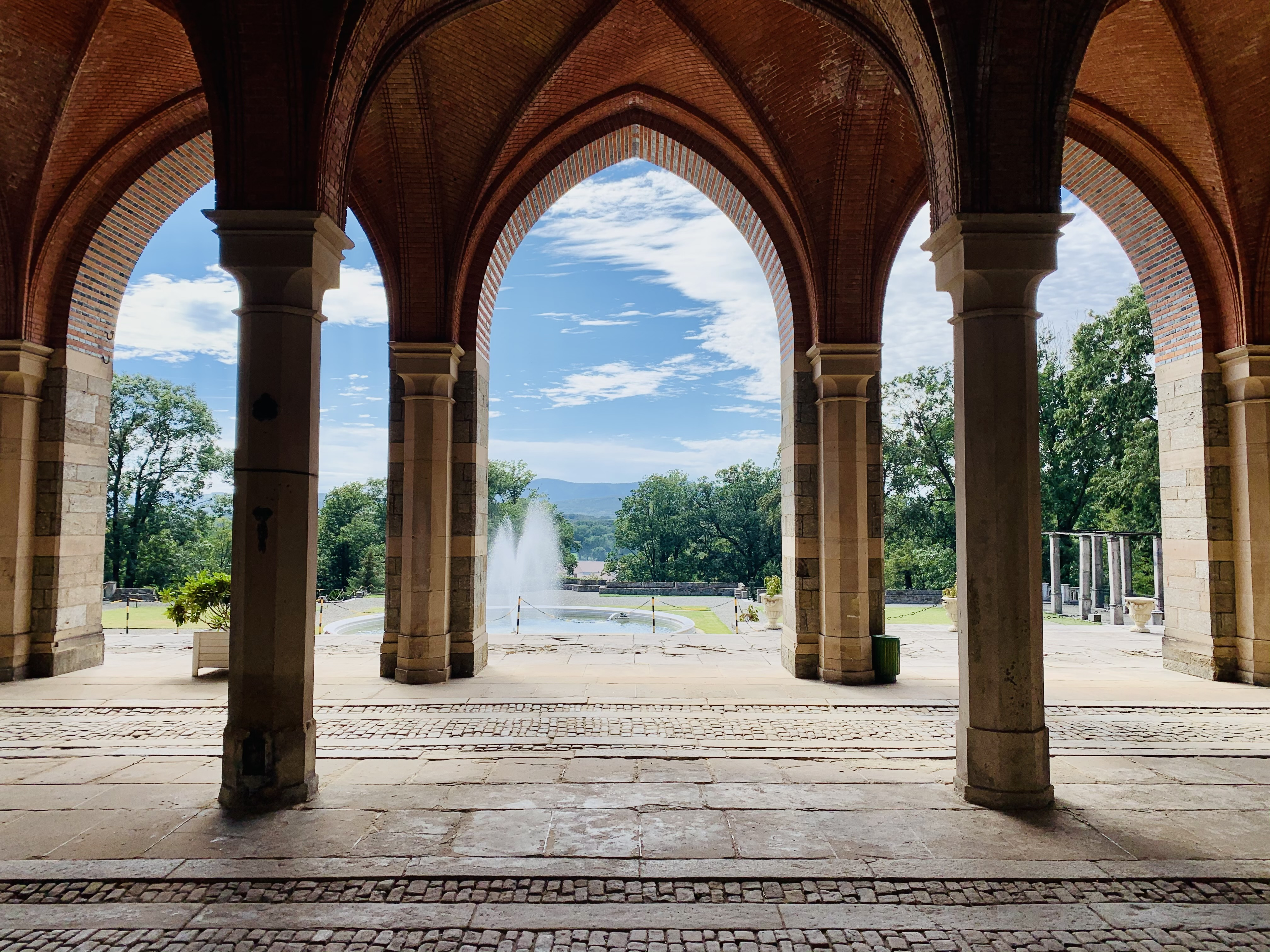
Widok z krużganka
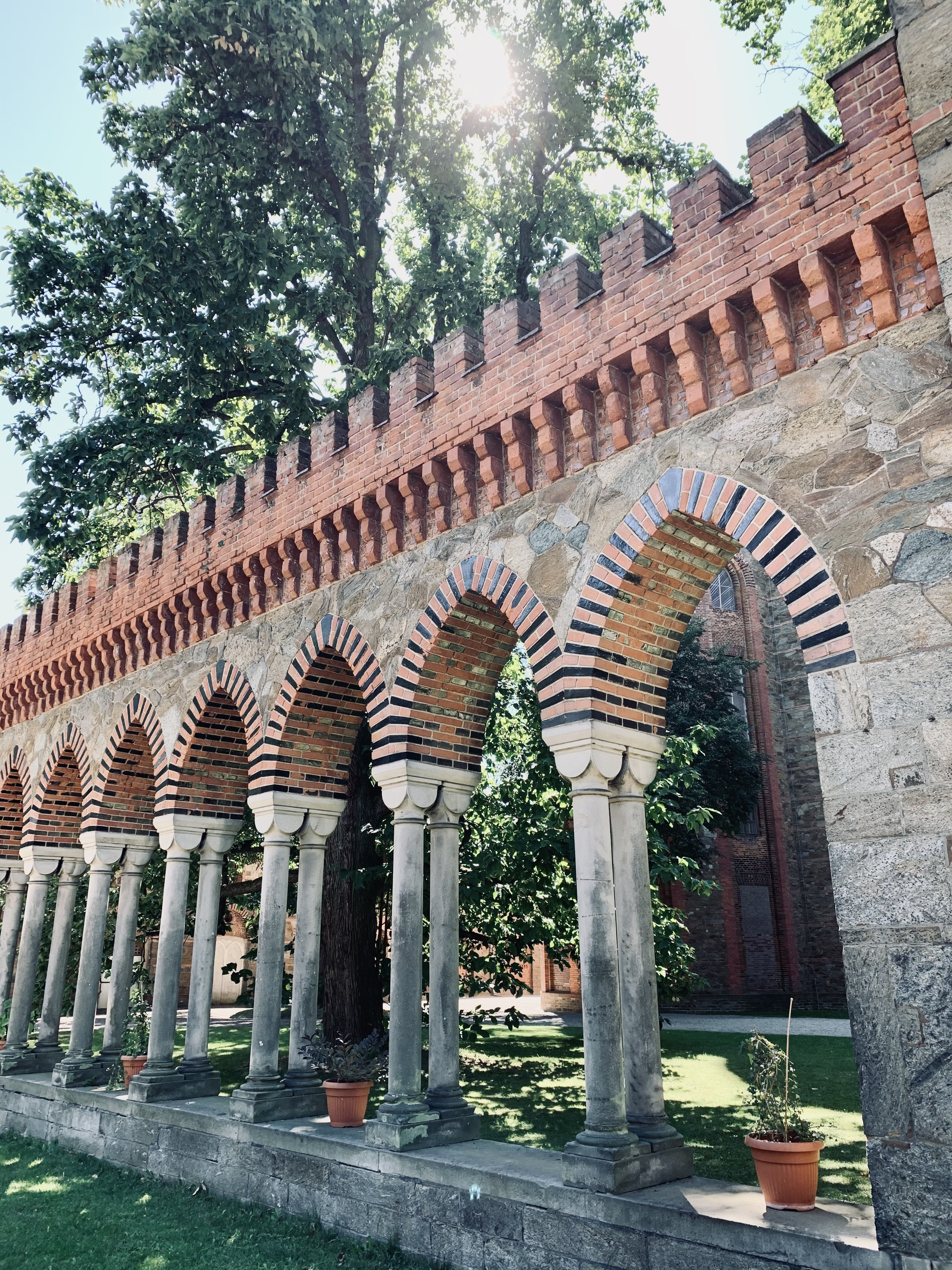
Ogrodzenie
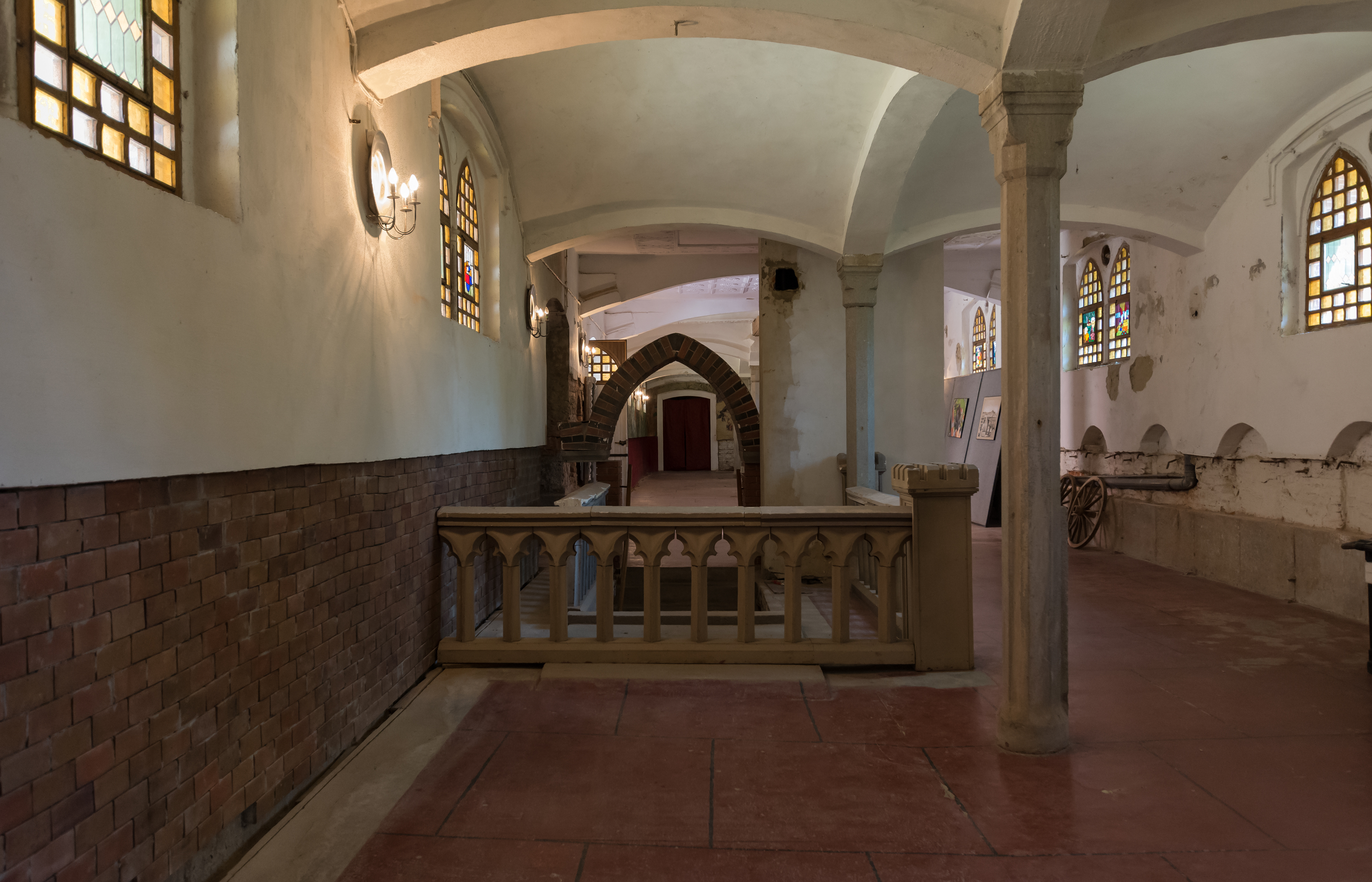
Stajnia
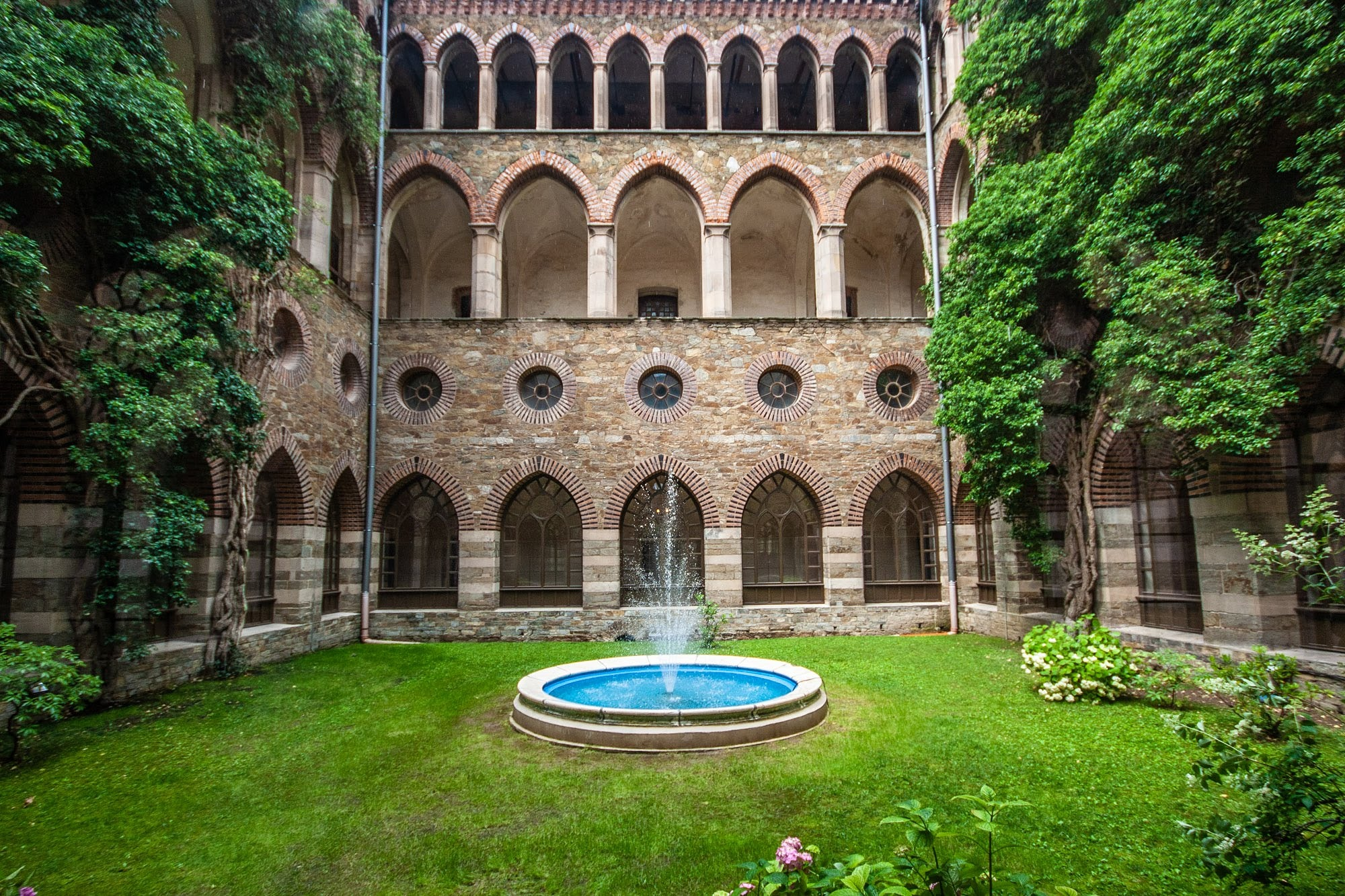
Wewnętrzne patio z fontanną
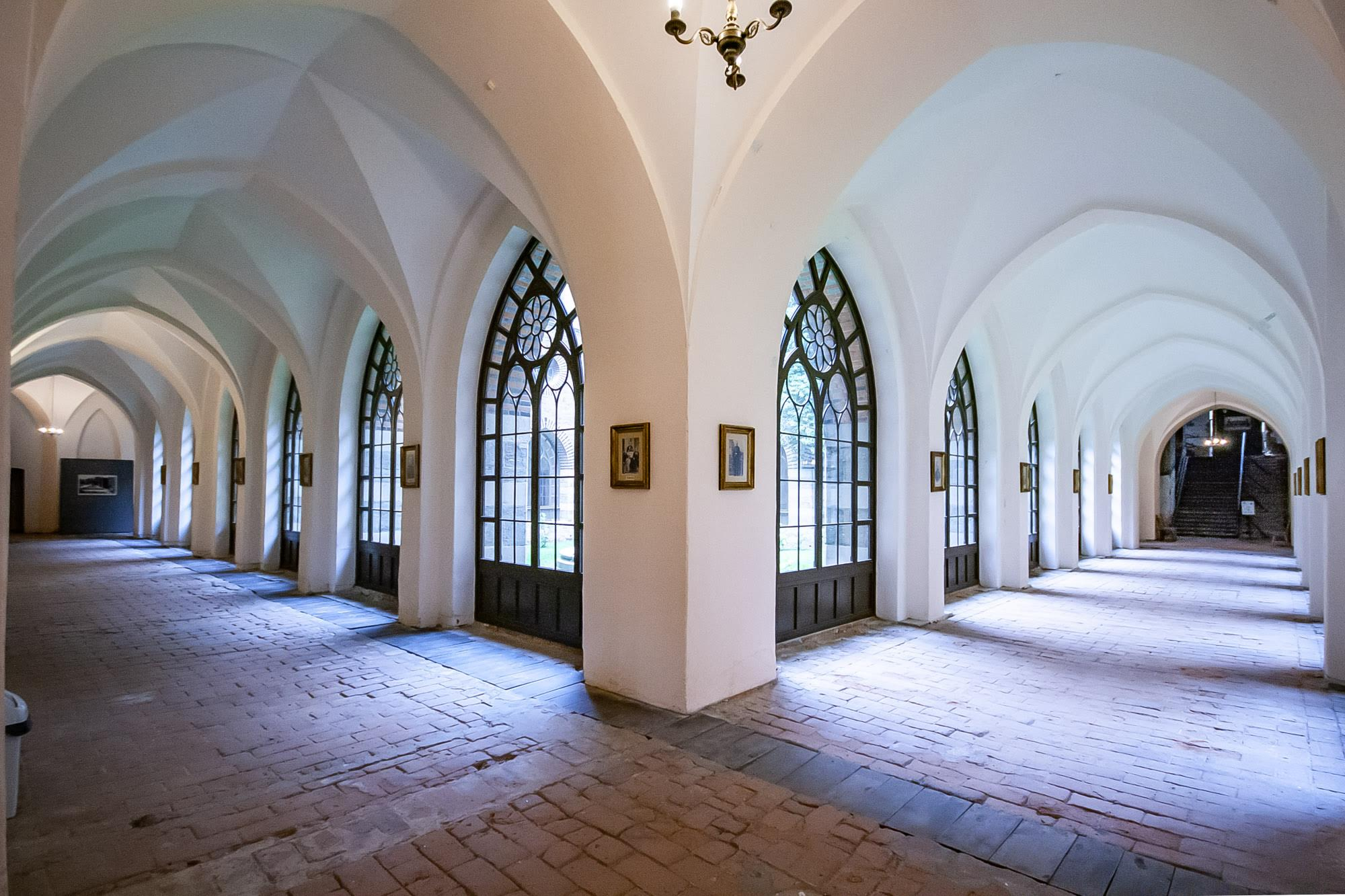
Korytarz okalający patio
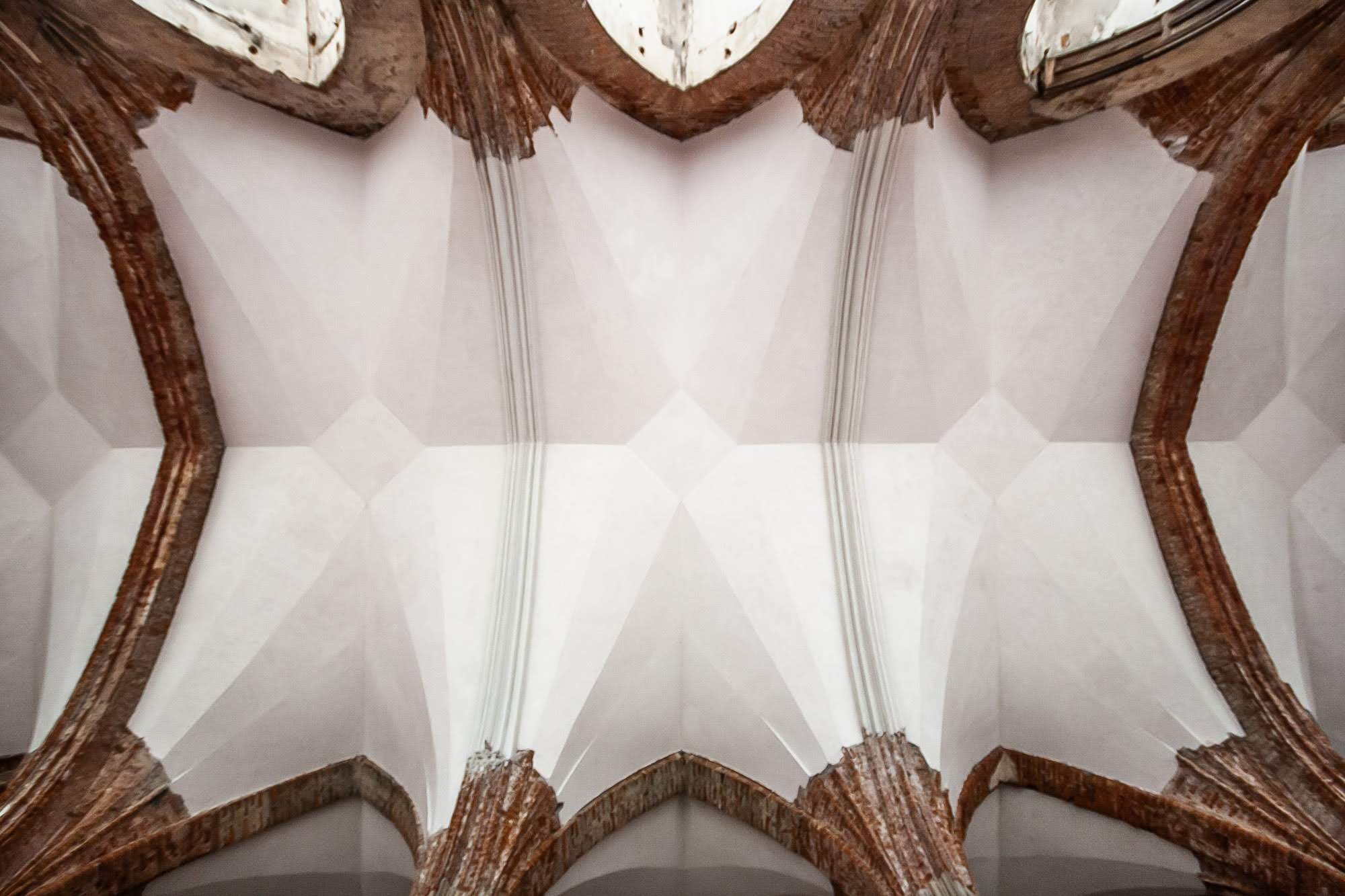
Detal architektoniczny
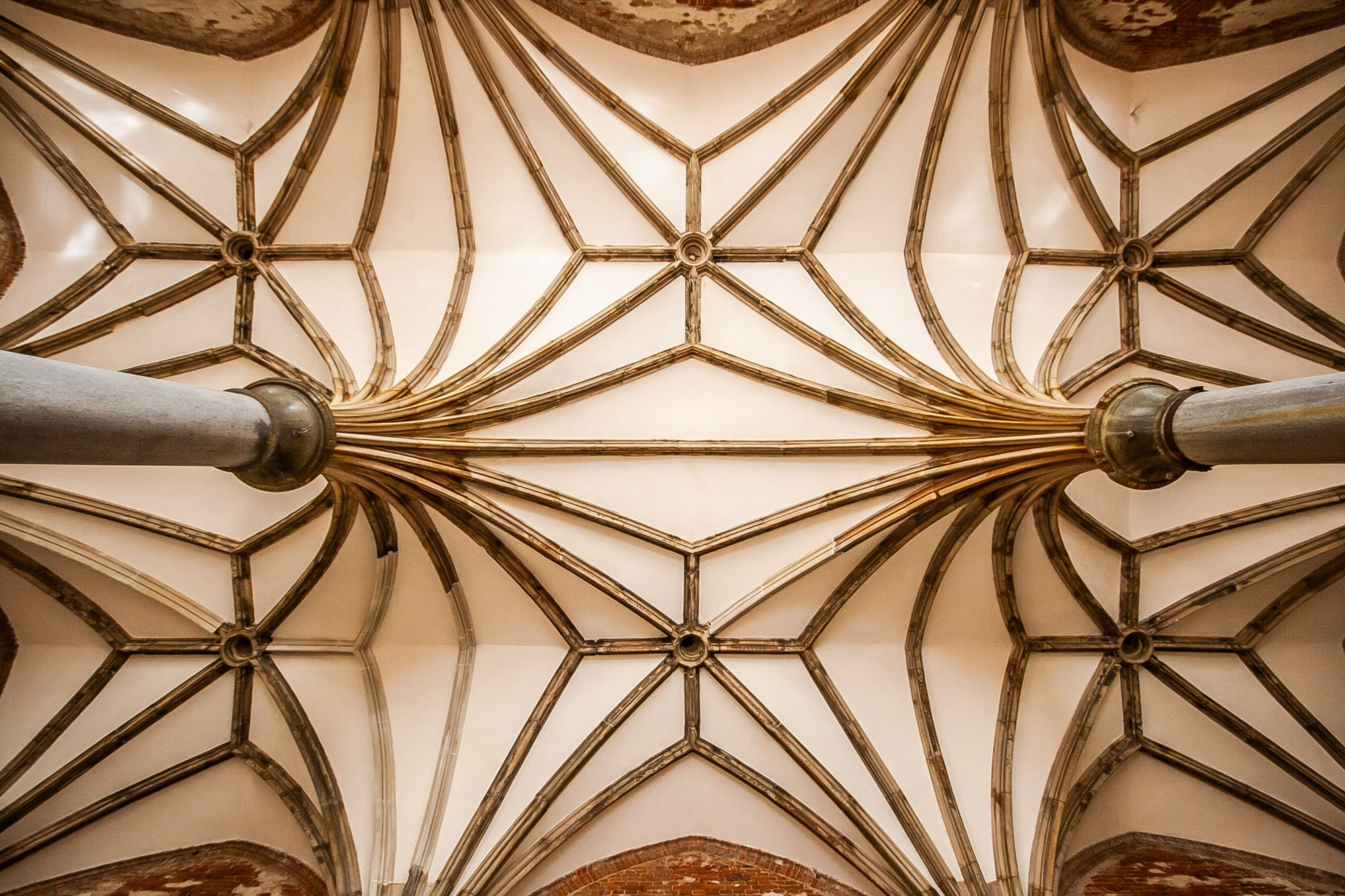
Detal architektoniczny
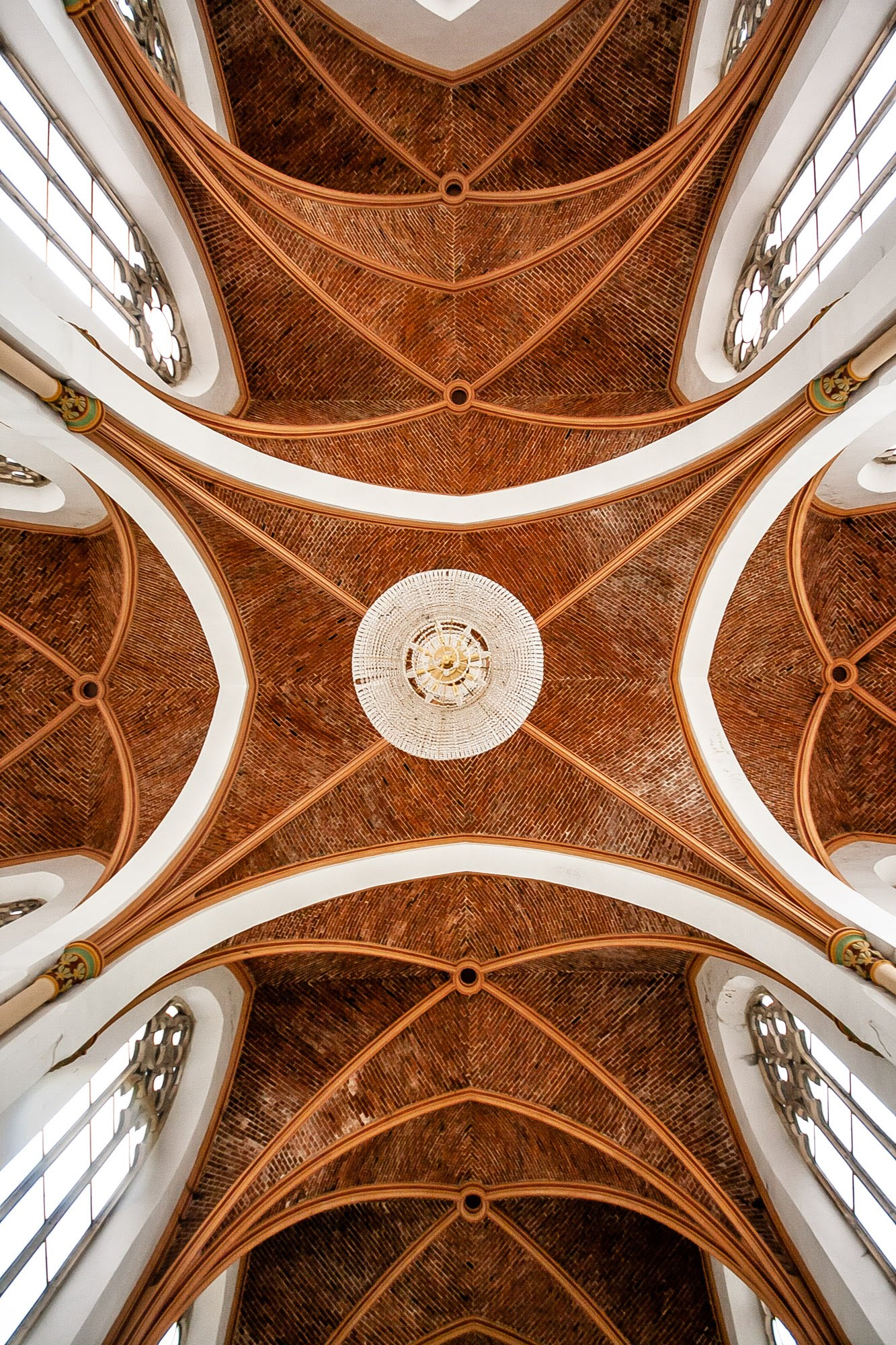
Sklepienie kaplicy
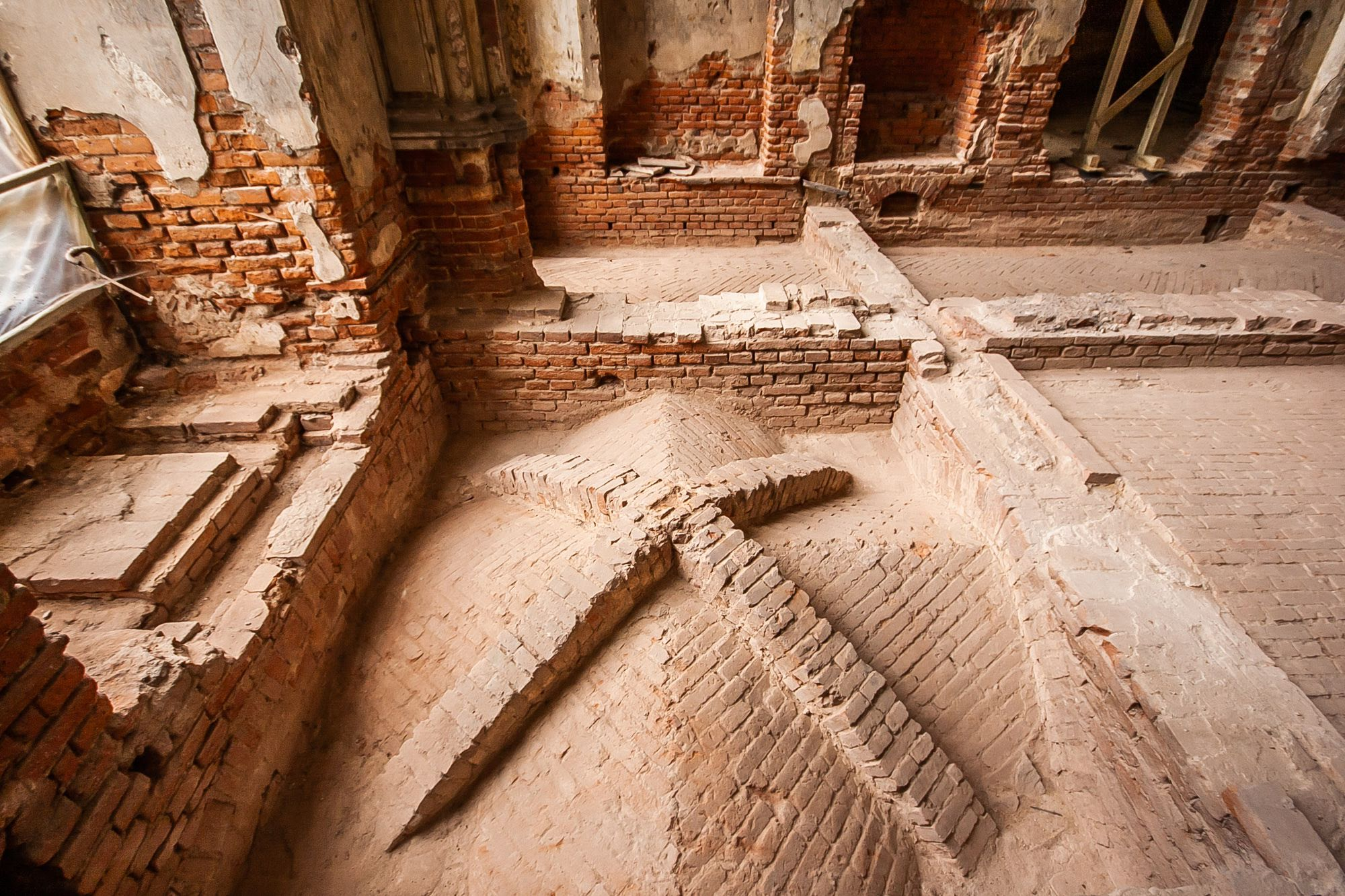
Konstrukcja sklepienia
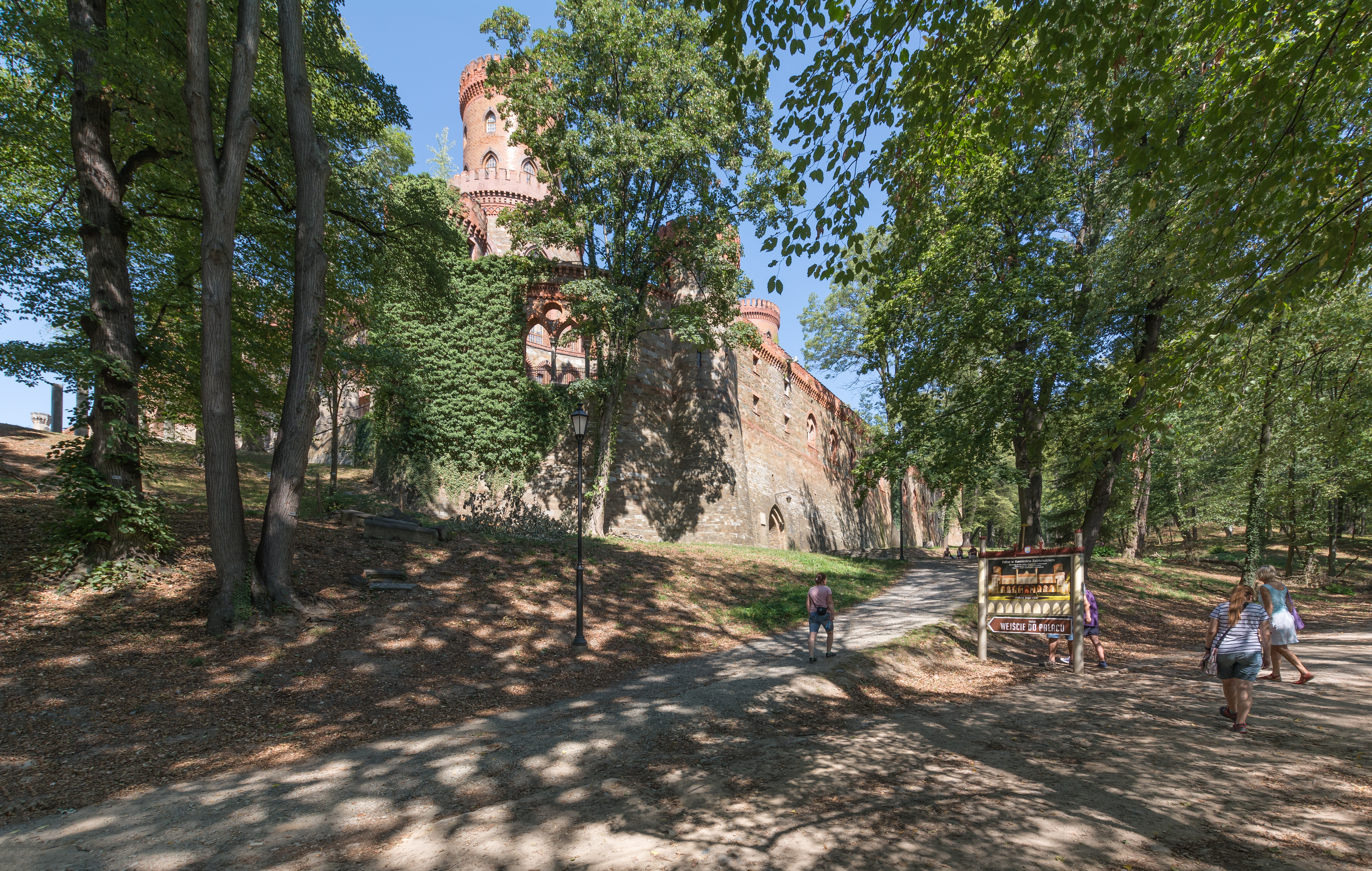
Park
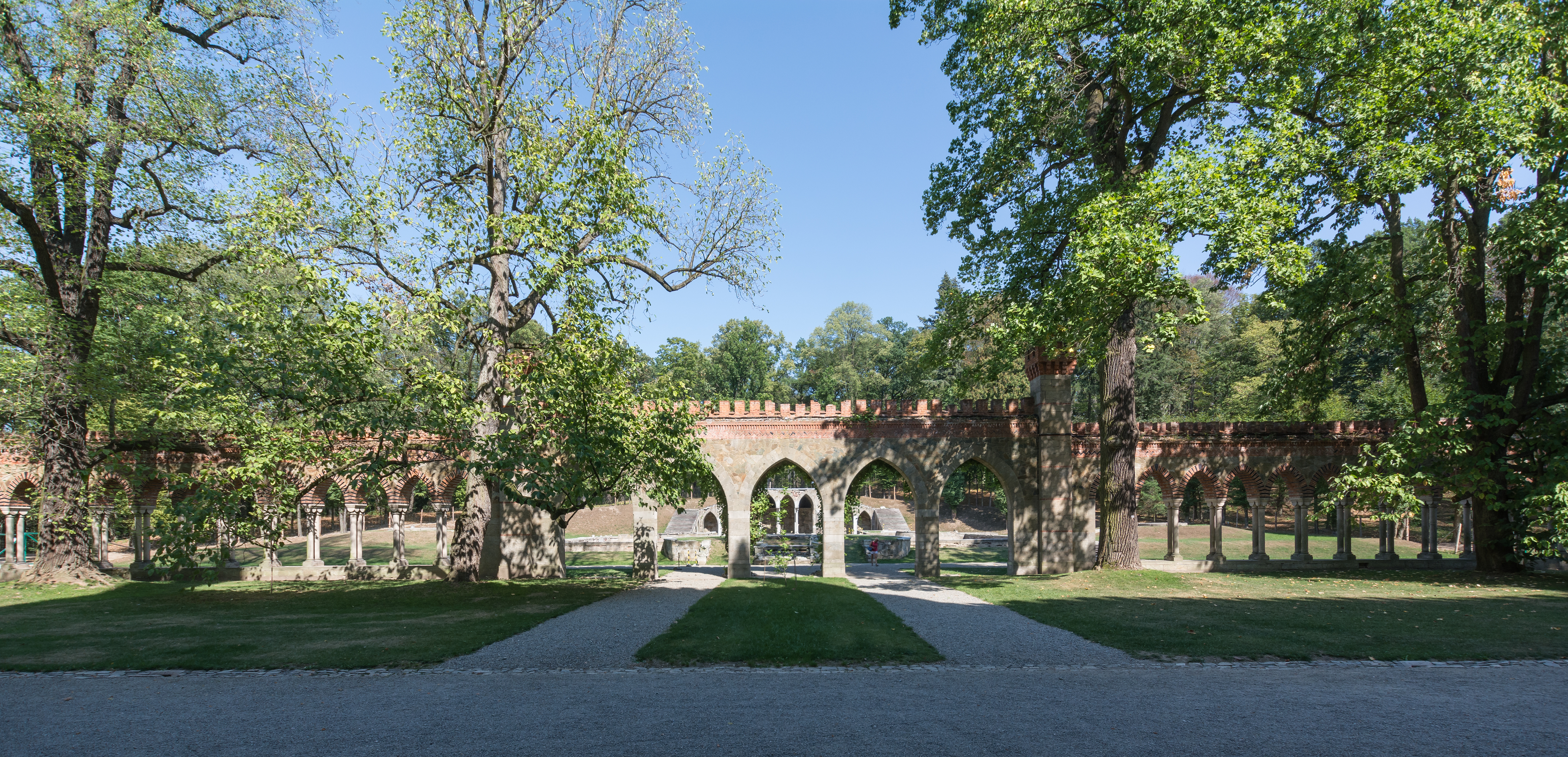
Ogród
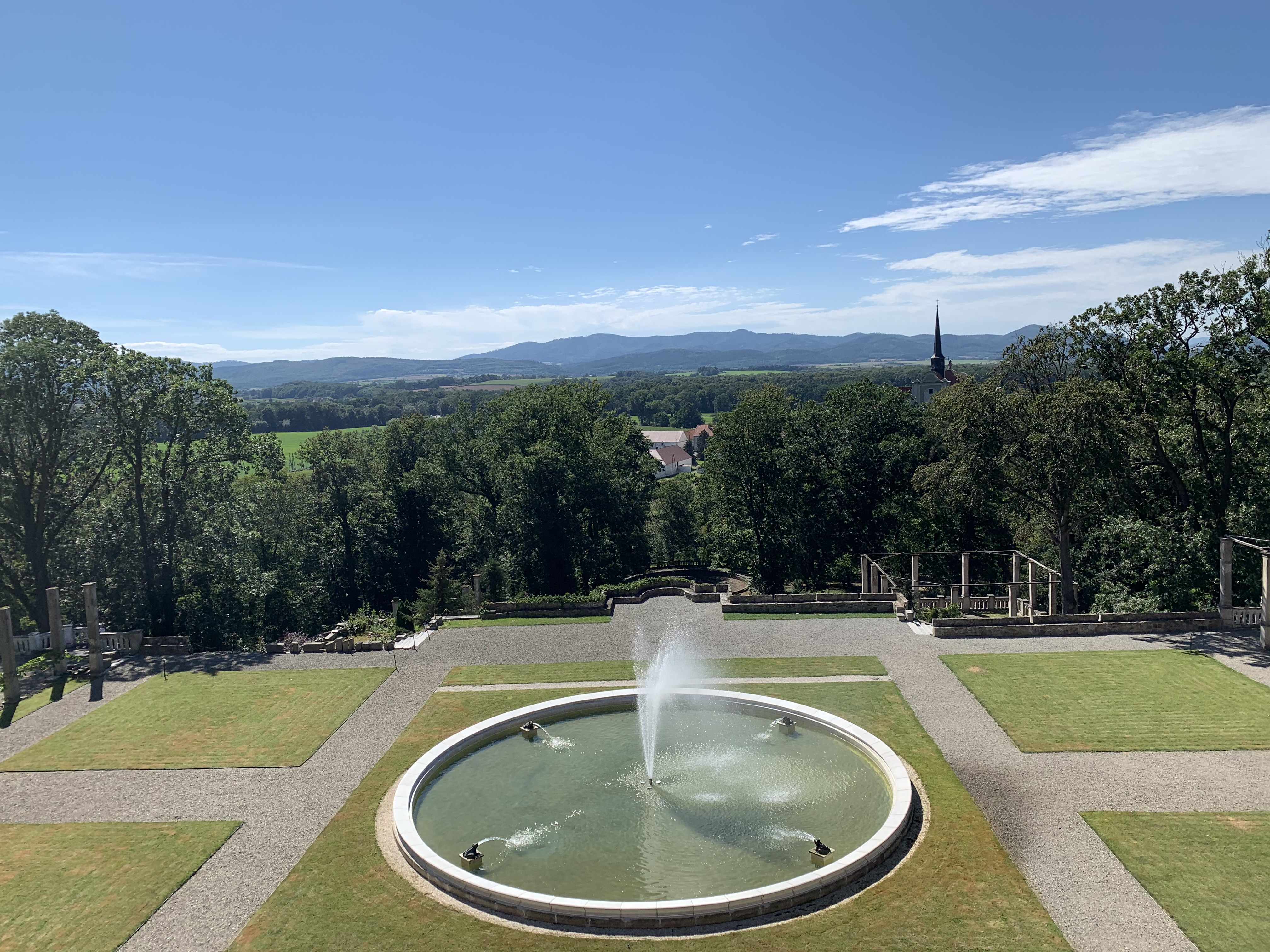
Widok z balkonu
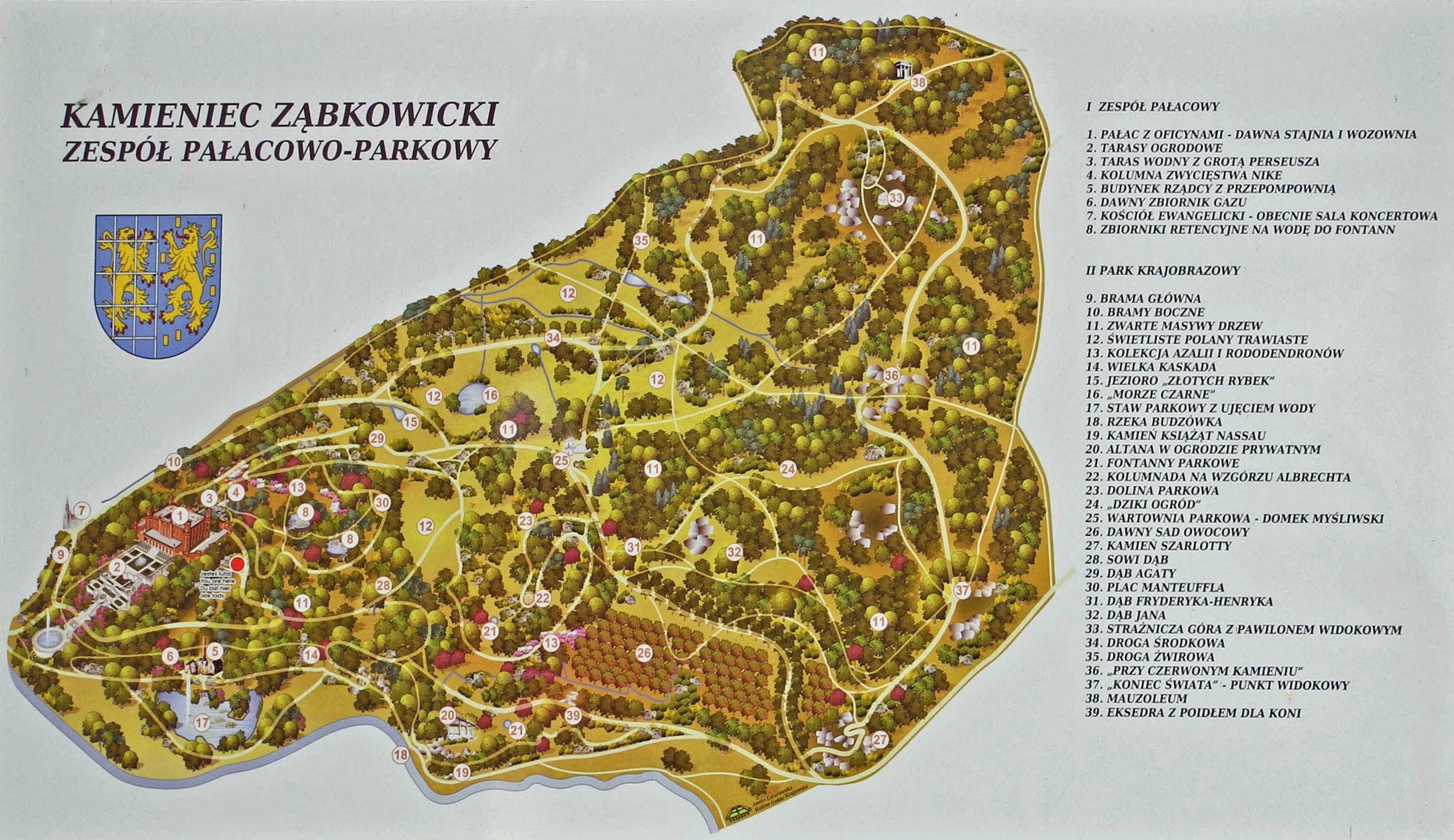
Plan zespołu pałacowo-parkowego
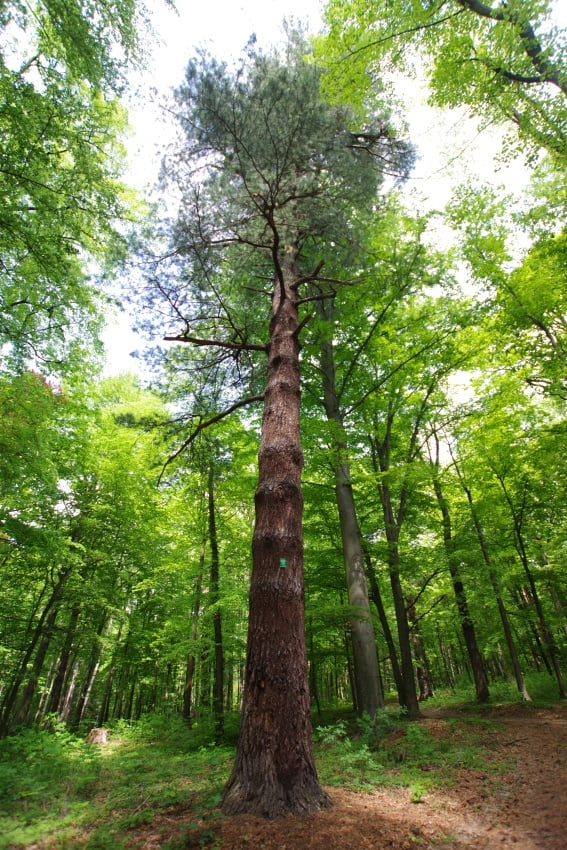
Pomnik przyrody, sosna wejmutka
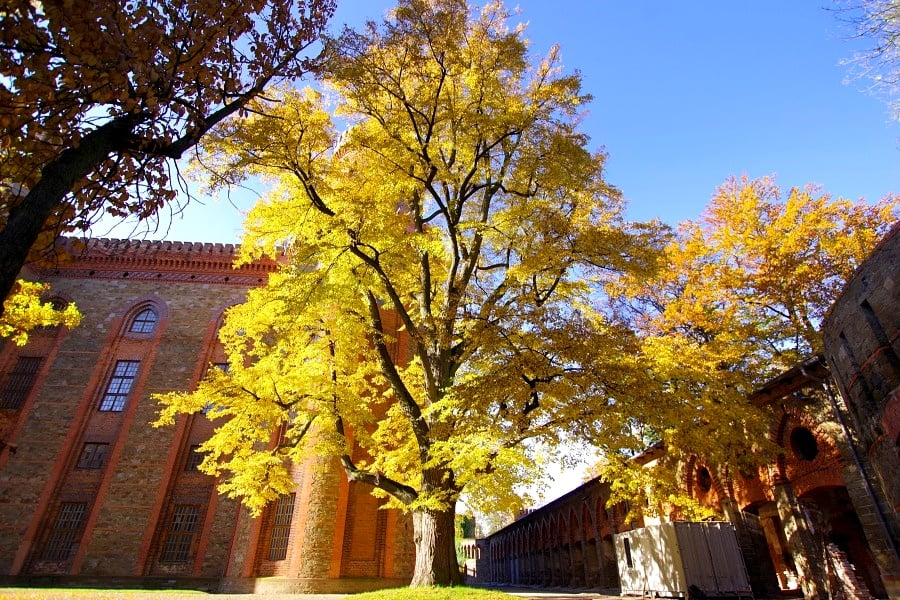
Pomnik przyrody, lipa drobnolistna
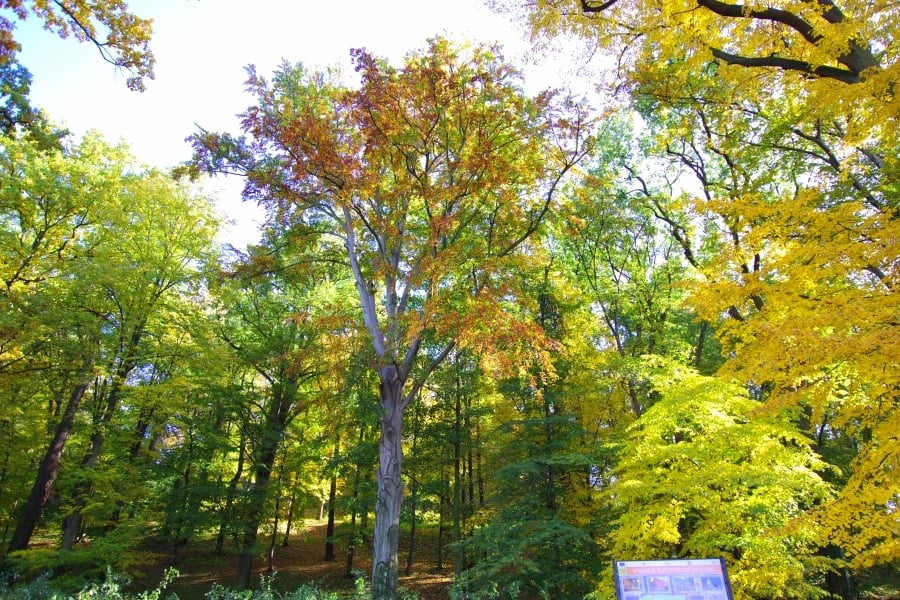
Pomnik przyrody, buk pospolity
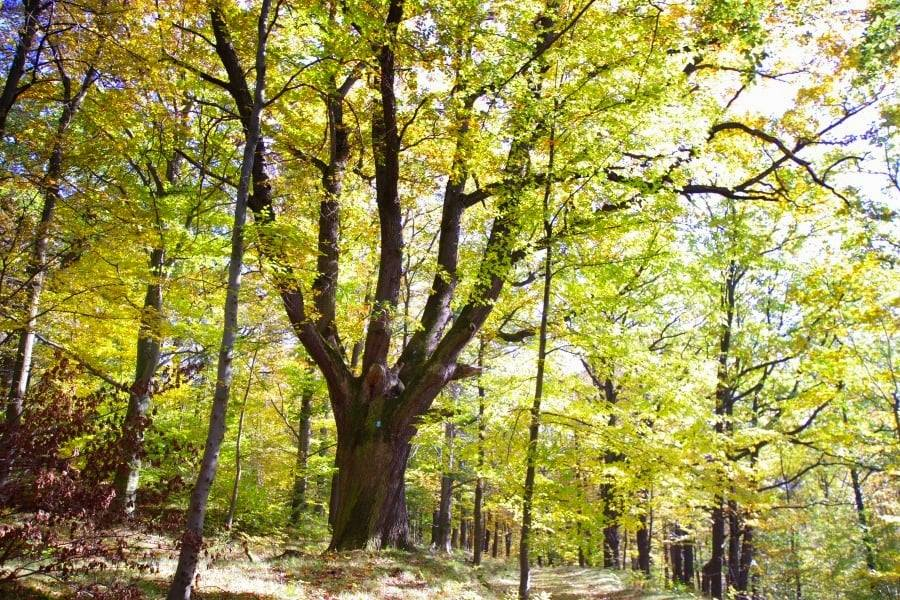
Pomnik przyrody, Dąb „Świętojański”